# Château-Porcien
Château-Porcien là một xã ở tỉnh Ardennes, thuộc vùng Grand Est ở phía bắc nước Pháp.